# Rubén Martínez (ciclista)
Rubén Martínez Hernández es un ciclista profesional español nacido el 19 de febrero de 1985 en Madrid, aunque vivió hasta los 18 años en Benavente (Zamora). En la actualidad reside en Alcorcón (Madrid), donde se inició en el ciclismo, y que mílita en el equipo Caja Rural.
Tras su paso por amateur en equipos como el Herzore-A.C. Móstoles, C.C Iplacea, Saunier Duval y sus dos últimos años en el Caja Rural, consiguió dar el salto al profesionalismo de manos del equipo navarro, tras haber conseguido importantes victorias como la Copa de España del Porvenir en 2006 o la Vuelta Internacional a Madrid entre otras.

## Palmarés
No ha conseguido victorias como profesional.

## Equipos
- Caja Rural (2008-2011)

- Datos: Q2839497